# Tomás Spinelli
Tomás Spinelli (Concordia, Provincia de Entre Ríos, Argentina, 16 de noviembre de 1993) es un futbolista argentino. Juega como volante central y su primer equipo fue Patronato de Paraná. 
Actualmente milita en Atlético Paraná del Torneo Federal A.

## Clubes
| Club                | País      | Año           | PJ | G |
| ------------------- | --------- | ------------- | -- | - |
| Patronato de Paraná | Argentina | 2012-2018     | 45 | 0 |
| Atlético Paraná     | Argentina | 2018-presente | 35 | 3 |

## Palmarés
| Título                     | Club                | País      | Año  |
| -------------------------- | ------------------- | --------- | ---- |
| Ascenso a Primera División | Patronato de Paraná | Argentina | 2015 |